# Istočno Novo Sarajevo
Istočno Novo Sarajevo är en kommun i Bosnien och Hercegovina.   Den ligger i entiteten Republika Srpska, i den centrala delen av landet, 6 km sydost om huvudstaden Sarajevo.